# Yokoshibahikari, Chiba
Yokoshibahikari (横芝光町 Yokoshibahikari-machi) là thị trấn thuộc huyện Sanbu, tỉnh Chiba, Nhật Bản. Tính đến ngày 1 tháng 10 năm 2020, dân số ước tính thị trấn là 22.075 người và mật độ dân số là 330 người/km2. Tổng diện tích thị trấn là 67,01 km2.

## Địa lý

### Đô thị lân cận
- Chiba
  - Sanmu
  - Shibayama
  - Sōsa
  - Tako

### Khí hậu
| Dữ liệu khí hậu của Yokoshibahikari, Chiba | Dữ liệu khí hậu của Yokoshibahikari, Chiba | Dữ liệu khí hậu của Yokoshibahikari, Chiba | Dữ liệu khí hậu của Yokoshibahikari, Chiba | Dữ liệu khí hậu của Yokoshibahikari, Chiba | Dữ liệu khí hậu của Yokoshibahikari, Chiba | Dữ liệu khí hậu của Yokoshibahikari, Chiba | Dữ liệu khí hậu của Yokoshibahikari, Chiba | Dữ liệu khí hậu của Yokoshibahikari, Chiba | Dữ liệu khí hậu của Yokoshibahikari, Chiba | Dữ liệu khí hậu của Yokoshibahikari, Chiba | Dữ liệu khí hậu của Yokoshibahikari, Chiba | Dữ liệu khí hậu của Yokoshibahikari, Chiba | Dữ liệu khí hậu của Yokoshibahikari, Chiba |
| Tháng                                      | 1                                          | 2                                          | 3                                          | 4                                          | 5                                          | 6                                          | 7                                          | 8                                          | 9                                          | 10                                         | 11                                         | 12                                         | Năm                                        |
| ------------------------------------------ | ------------------------------------------ | ------------------------------------------ | ------------------------------------------ | ------------------------------------------ | ------------------------------------------ | ------------------------------------------ | ------------------------------------------ | ------------------------------------------ | ------------------------------------------ | ------------------------------------------ | ------------------------------------------ | ------------------------------------------ | ------------------------------------------ |
| Cao kỉ lục °C (°F)                         | 21.1 (70.0)                                | 25.3 (77.5)                                | 25.7 (78.3)                                | 30.3 (86.5)                                | 32.3 (90.1)                                | 35.5 (95.9)                                | 37.4 (99.3)                                | 38.1 (100.6)                               | 36.9 (98.4)                                | 33.5 (92.3)                                | 26.7 (80.1)                                | 24.3 (75.7)                                | 38.1 (100.6)                               |
| Trung bình ngày tối đa °C (°F)             | 10.4 (50.7)                                | 11.0 (51.8)                                | 14.0 (57.2)                                | 18.6 (65.5)                                | 22.6 (72.7)                                | 25.2 (77.4)                                | 29.1 (84.4)                                | 30.7 (87.3)                                | 27.5 (81.5)                                | 22.5 (72.5)                                | 17.7 (63.9)                                | 12.8 (55.0)                                | 20.2 (68.3)                                |
| Trung bình ngày °C (°F)                    | 4.7 (40.5)                                 | 5.5 (41.9)                                 | 8.8 (47.8)                                 | 13.7 (56.7)                                | 18.0 (64.4)                                | 21.1 (70.0)                                | 24.7 (76.5)                                | 26.1 (79.0)                                | 23.1 (73.6)                                | 17.9 (64.2)                                | 12.3 (54.1)                                | 7.1 (44.8)                                 | 15.3 (59.5)                                |
| Tối thiểu trung bình ngày °C (°F)          | −0.4 (31.3)                                | 0.5 (32.9)                                 | 3.7 (38.7)                                 | 8.7 (47.7)                                 | 13.9 (57.0)                                | 17.8 (64.0)                                | 21.4 (70.5)                                | 22.7 (72.9)                                | 19.6 (67.3)                                | 14.0 (57.2)                                | 7.6 (45.7)                                 | 2.1 (35.8)                                 | 11.0 (51.8)                                |
| Thấp kỉ lục °C (°F)                        | −8.0 (17.6)                                | −7.4 (18.7)                                | −4.4 (24.1)                                | −1.6 (29.1)                                | 5.3 (41.5)                                 | 10.0 (50.0)                                | 12.8 (55.0)                                | 15.9 (60.6)                                | 8.2 (46.8)                                 | 2.8 (37.0)                                 | −1.5 (29.3)                                | −5.7 (21.7)                                | −8.0 (17.6)                                |
| Lượng Giáng thủy trung bình mm (inches)    | 78.4 (3.09)                                | 69.9 (2.75)                                | 127.3 (5.01)                               | 119.8 (4.72)                               | 130.8 (5.15)                               | 159.5 (6.28)                               | 125.6 (4.94)                               | 90.4 (3.56)                                | 201.5 (7.93)                               | 238.9 (9.41)                               | 103.8 (4.09)                               | 63.6 (2.50)                                | 1.509,4 (59.43)                            |
| Số ngày giáng thủy trung bình (≥ 1.0 mm)   | 6.5                                        | 6.9                                        | 11.3                                       | 10.8                                       | 10.6                                       | 11.8                                       | 9.6                                        | 6.9                                        | 11.0                                       | 11.9                                       | 8.9                                        | 6.7                                        | 112.9                                      |
| Số giờ nắng trung bình tháng               | 188.5                                      | 168.7                                      | 166.4                                      | 180.2                                      | 182.2                                      | 132.7                                      | 165.6                                      | 205.6                                      | 143.0                                      | 132.6                                      | 145.9                                      | 167.4                                      | 1.975,8                                    |
| Nguồn: Cục Khí tượng Nhật Bản              |                                            |                                            |                                            |                                            |                                            |                                            |                                            |                                            |                                            |                                            |                                            |                                            |                                            |

## Giao thông

### Đường sắt
JR East –  Tuyến chính Sōbu
- Yokoshiba

### Cao tốc/Xa lộ
- Ken-Ō Expressway
- Quốc lộ 126